# Порядок наследования итальянского престола

Герб королевского дома Италии

Монархия в Италии был упразднена в июне 1946 года после народного референдума, который установил республику. После смерти последнего короля Умберто II в 1983 году претендентом на несуществующий итальянский престол до своей смерти был его единственный сын, Виктор Эммануил Савойский, принц Неаполитанский (1937—2024). Принц Амадей Савойский, герцог Аоста (1943—2021) был претендентом до момента своей смерти. Эти два представителя династии спорили между собой о главенстве над Савойским королевским домом.

## Принц Неаполитанский

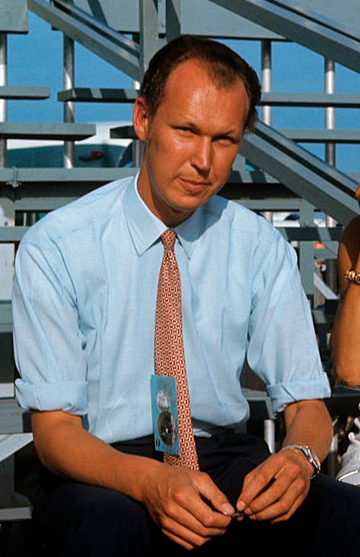
Виктор Эммануил Савойский, принц Неаполитанский (1937—2024), претендент на итальянский королевский престол 1983—2024

Виктор Эммануил — единственный сын Умберто II (1904—1983), последнего короля Италии (9 мая — 12 июня 1946). Однако в 1970 году он вступил в неравнородный брак со швейцарской воднолыжницей Мариной Дориа, в результате чего король Умберто, судя по некоторым опубликованным частным письмам, перестал считать сына своим наследником, а родившемуся в 1972 году внуку Эммануилу Филиберту не присвоил никаких титулов; по свидетельству дочери Умберто принцессы Марии Беатриче, во время последней болезни короля Виктор Эммануил пытался получить от него хотя бы указ о возведении своей жены в дворянское достоинство, но не преуспел. 
После смерти отца Виктор Эммануил объявил себя главой Савойского королевского дома. Однако при условии признания его лишённым права наследования статус претендента переходил к троюродному брату покойного короля герцогу Амадею Савойскому-Аостскому. Вопрос о главе королевского дома обострился в начале XXI века в связи с либерализацией итальянского законодательства, снявшей для потомков короля безусловный запрет на возвращение в Италию. В 2001 году проблема престолонаследия рассматривалась Советом сенаторов королевства (итал. Consulta dei senatori del Regno) - организацией, созданной в 1955 году бывшими сенаторами Итальянского королевства и признанной королём Умберто II; Совет не смог принять единодушного решения и раскололся. Часть его, однако, в 2006 году провозгласила Амадея главой Савойского королевского дома. В настоящее время статус главы дома и претендента на итальянский престол оспаривается сыном Виктора Эммануила Эммануилом Филибертом и сыном Амадея Аймоне Савойским-Аостским.
В июне 2023 года Эммануил Филиберт заявил, что готов отказаться от главенства в Савойском доме в пользу своей старшей дочери Виттории, когда она будет готова к этому.
- Умберто II (1904—1983)
  -  Виктор Эмануил Савойский, принц Неаполитанский (1937—2024)[4]
    - Эмануил Филиберт, принц Венецианский (род. 1972)
      - (1) Принцесса Виттория Савойская (род. 2003)
      -  (2) Принцесса Луиза Савойская (род. 2006)

## Герцог Аоста
Герцог Аоста утверждает, что Виктор Эммануил Савойский женился морганатическим браком, нарушив династические права Савойского дома и утратил свои права на главенство в Савойском королевском доме. Альдо Алессандро Мола, президент бывшего Совета сенаторов Королевства опубликовал заявление в пользу претензии Амедея. Герцог Аоста также получил поддержку со стороны сестры Виктора Эммануила, принцессы Марии Габриэллы Савойской (род. 1940).
- Виктор Эммануил II (1820—1878)
  -  Умберто I (1844—1900)
    -  Виктор Эммануил III (1869—1947)
      -  Умберто II (1904—1983)

  -  Принц Амадей, герцог Аоста (Король Испании Амадей I) (1845—1890)
    -  Эммануил Филиберт Савойский, герцог Аостский (1869—1931)
      -  Принц Аймоне, герцог Аоста (1900—1948)
        -  Принц Амадей, герцог Аоста (1943—2021)
          -  Принц Аймоне, герцог Апулийский (род. 1967)
            - (1) Принц Умберто Савойский-Аостский (род. 2009)
            - (2) Принц Амедео Савойский-Аостский (род. 2011)[5]

## Порядок наследования в июне 1946 года
- Король Карл Альберт Сардинский (1798—1849)
  -  Король Виктор Эммануил II (1820—1878)
    -  Король Умберто I (1844—1900)
      -  Король Виктор Эммануил III (род. 1869)
        -  Король Умберто II (род. 1904)
          - (1) Виктор Эммануил, принц Пьемонтский (род. 1937)

    -  Принц Амадей, герцог Аоста (Король Испании Амадей I) (1845—1890)
      - Эммануил Филиберт Савойский, герцог Аостский (1869—1931)
        - (2) Принц Аймоне, герцог Аостский (род. 1900)
          - (3) Принц Амадей, герцог Апулийский (род. 1943)[4]

      - (4) Принц Виктор Эммануил, граф Туринский (род. 1870)

  -  Фердинанд Савойский, герцог Генуэзский (1822—1855)
    -  Принц Томмазо Савойский, герцог Генуэзский (1854—1931)
      - (5) Принц Фердинандо Савойский, герцог Генуэзский (род. 1884)
      - (6) Принц Филиберто Савойский, герцог Пистойский (род. 1895)
      - (7) Принц Адальбетро Савойский, герцог Бергамо (род. 1898)
      - (8) Принц Эудженио Савойский, герцог Анконский (род. 1906)

## Инцидент
21 мая 2004 года произошел неприятный инцидент в Мадриде между Виктором Эммануилом Савойским, принцем Неаполитанским, и Амадео Савойским, герцогом Аоста. На торжественном вечере во дворце Сарсуэла во время свадебных торжеств принца Астурийского и Летисии Ортис, Амадей приблизился к Виктору Эммануилу, который дважды ударил его по лицу, в результате чего первый едва не упал вниз со ступенек. Бывшая королева Греции Анна-Мария Датская смогла удержать герцога Неаполитанского от падения. Свидетелями инцидента стали около 50 гостей, представителей главных королевских семейств Европы. Сразу же после инцидента жена Виктора Эммануила, Мария Дория, вывела мужа и вернулась, чтобы извиниться перед Амадеем.
В 2006 году Амадей Савойский, герцог Аостский, принял на себя главенство в Савойском королевском доме и пожаловал своему сыну титул принца Пьемонтского. В ответ Виктор Эммануил Савойский, принц Неаполитанский, и его сын подали иск в суд против линии герцогов Аостских. Иск был успешным, в феврале 2010 года суд города Ареццо решил спор в пользу принца Неаполитанского и постановил, что герцог Аостский и его сын должны возместить ущерб на общую сумму в размере 50.000 евро Виктору Эммануилу Савойскому, а также прекратить использовать герб Савойского королевского дома и титул принца Пьемонта. Им также было запрещено использовать стиль «ди Савойя», вместо него они должны были использовать прежний стиль «ди Савойя-д’Аоста». Герцог Аостский обжалует этот решение.